# Nottinghamshire
Nottinghamshire é um condado da Inglaterra, situado na região de Midlands Oriental. Tem como fronteiras South Yorkshire, Lincolnshire, Leicestershire e Derbyshire.  A sede do condado é tradicionalmente Nottingham, apesar de a sede estar agora baseada em West Bridgford.
Os distritos de Nottinghamshire são Ashfield, Bassetlaw, Broxtowe, Gedling, Mansfield, Newark and Sherwood, e Rushcliffe. A Cidade de Nottingham foi parte administrativa de Nottinghamshire entre 1974 e 1998, mas agora é uma autoridade unitária, apesar de continuar a ser parte do condado.
É estimado que em 2006 o condado tenha uma população de cerca de um milhão de pessoas. Mais da metade da população do condado vive na Grande Nottingham e parte de Derbyshire.

## Personalidades
Localidade natal de Bruce Dickinson.